# The Hawthorns
The Hawthorns er et fodboldstadion i West Bromwich i England, der er hjemmebane for Championship-klubben West Bromwich Albion. Stadionet har plads til 26.688 tilskuere. The Hawthorns blev indviet i 1900. Anlægget er det højest beliggende blandt ligaens samtlige 92 klubber, med 168 meter over havets overflade.